# Liste der Bodendenkmale in Sassenburg
In der Liste der Bodendenkmale in Sassenburg sind alle Bodendenkmale der niedersächsischen Gemeinde Sassenburg aufgelistet. Die Quelle ist der Denkmalatlas Niedersachsen. 
Der Stand der Liste ist der 23. November 2024.
Allgemein

Sassenburg im Landkreis Gifhorn

In den Spalten finden sich folgende Informationen des Bodendenkmales:
Lagegeographische Koordinaten
BezeichnungBezeichnung lt. Denkmalatlas
BeschreibungBeschreibung lt. Denkmalatlas
IDObjekt-ID
BildBild, ggf. zusätzlich mit Link zu weiteren Fotos im Medienarchiv Wikimedia Commons.

## Dannenbüttel
| Lage                        | Bezeichnung                | Beschreibung                                                          | ID       | Bild |
| --------------------------- | -------------------------- | --------------------------------------------------------------------- | -------- | ---- |
| 52° 29′ 5″ N, 10° 37′ 42″ O | Dannenbüttel 12, Grabhügel | Annähernd oval, O-W-orientiert. Dm. 8 × 6,5 m; H. 0,8 m. Kuppenmulde. | 28941713 | BW   |

## Stüde
| Lage                         | Bezeichnung        | Beschreibung                                            | ID       | Bild |
| ---------------------------- | ------------------ | ------------------------------------------------------- | -------- | ---- |
| 52° 32′ 51″ N, 10° 40′ 42″ O | Stüde 1, Grabhügel | Durchmesser ca. 11 m und Höhe ca. 0,4 m, rund.          | 28941839 | BW   |
| 52° 32′ 52″ N, 10° 40′ 37″ O | Stüde 2, Grabhügel | Durchmesser ca. 9 m und Höhe ca. 0,3 m, annähernd rund. | 28942085 | BW   |

### Stüde 9
- ID:28941840
- Gruppe von ehemals 29 Grabhügeln, davon 13 erhalten.

| Lage                         | Bezeichnung | Beschreibung | ID       | Bild |
| ---------------------------- | ----------- | --- | -------- | ---- |
| 52° 32′ 49″ N, 10° 40′ 12″ O | Stüde 9     | Durchmesser ca. 13 m und Höhe ca. 0,6 m, annähernd rund. Südl. Randbereich von Rodungswall überzogen.            | 28942087 | BW   |
| 52° 32′ 49″ N, 10° 40′ 13″ O | Stüde 10    | Durchmesser ca. 18 m und Höhe ca. 1 m, annähernd rund.                                                           | 28942088 | BW   |
| 52° 32′ 36″ N, 10° 39′ 57″ O | Stüde 11    | Durchmesser ca. 15 m und Höhe ca. 0,8 m, annähernd rund.                                                         | 28942089 | BW   |
| 52° 32′ 40″ N, 10° 39′ 40″ O | Stüde 12    | Durchmesser ca. 18 m und Höhe ca. 0,7 m, annähernd rund.                                                         | 28942090 | BW   |
| 52° 32′ 38″ N, 10° 39′ 41″ O | Stüde 13    | Durchmesser ca. 20 m und Höhe ca. 1 m, annähernd rund.                                                           | 28942091 | BW   |
| 52° 32′ 37″ N, 10° 39′ 43″ O | Stüde 14    | Durchmesser ca. 15 m und Höhe ca. 0,5 m, annähernd rund. Nach S durch steigendes Gelände Rand flach auslaufend.  | 28942092 | BW   |
| 52° 32′ 36″ N, 10° 39′ 49″ O | Stüde 15    | Durchmesser ca. 15 m und Höhe ca. 1 m, annähernd rund.                                                           | 28942093 | BW   |
| 52° 32′ 35″ N, 10° 39′ 48″ O | Stüde 16    | Durchmesser ca. 7 m und Höhe ca. 0,3 m, annähernd rund.                                                          | 28942094 | BW   |
| 52° 32′ 43″ N, 10° 39′ 58″ O | Stüde 17    | Durchmesser ca. 7 m und Höhe ca. 0,3 m, annähernd rund. Vor Planierung und Neubepflanzung möglicherweise größer. | 28942095 | BW   |
| 52° 32′ 40″ N, 10° 39′ 56″ O | Stüde 18    | Durchmesser ca. 7 m und Höhe ca. 0,2 m, annähernd rund. Vor Planierung und Neubepflanzung möglicherweise größer. | 28942096 | BW   |
| 52° 32′ 41″ N, 10° 39′ 55″ O | Stüde 19    | Durchmesser ca. 7 m und Höhe ca. 0,2 m, annähernd rund. Vor Planierung und Neubepflanzung möglicherweise größer. | 28942097 | BW   |
| 52° 32′ 42″ N, 10° 39′ 50″ O | Stüde 20    | Durchmesser ca. 9 m und Höhe ca. 0,2 m, annähernd rund. Vor Planierung und Neubepflanzung möglicherweise größer. | 28942098 | BW   |
| 52° 32′ 39″ N, 10° 39′ 47″ O | Stüde 21    | Durchmesser ca. 9 m und Höhe ca. 0,2 m, annähernd rund. Vor Planierung und Neubepflanzung möglicherweise größer. | 28942099 | BW   |